# 3e brigade de cavalerie de la Garde (Empire allemand)
Pour les articles homonymes, voir 3e brigade.
La 3e brigade de cavalerie de la Garde est une grande unité de l'armée prussienne.

## Histoire
La 3e brigade de cavalerie de la Garde est créée à Berlin le 30 octobre 1866 après la guerre austro-prussienne. Jusqu'en 1914, elle est subordonnée au corps de la Garde et à la division de cavalerie de la Garde. Lorsque la guerre commence en août 1914, elle est sous le commandement de la division de cavalerie de la Garde et du commandement supérieur de cavalerie (de) jusqu'au 18 octobre 1916. Dès lors, elle opère de manière indépendante.

### Guerre des Duchés de 1864
Pendant la guerre des Duchés, la brigade est dirigée par le lieutenant-général Karl Heinrich von der Goltz.

### Guerre franco-prussienne
Lors de la guerre franco-prussienne de 1870/1871, la brigade est subordonnée à la division de cavalerie de la Garde sous le commandement du général August von der Goltz (de). Lors de la bataille de Mars-la-Tour, le 16 août 1870, la situation des troupes allemandes devient menaçante. Le 3e brigade de cavalerie de la Garde, en collaboration avec le 13e régiment de dragons, peut dans un premier temps remédier à la situation avec de lourdes pertes

### Structure

#### 1866-1890
- 1er régiment de dragons de la Garde
- 2e régiment de dragons de la Garde
- 2e régiment d'uhlans de la Garde

#### 1890-1914
- 1er régiment de dragons de la Garde
- 2e régiment de dragons de la Garde[5]

### Structure de guerre le 17 août 1914
- 1er régiment de dragons de la Garde
- 2e régiment de dragons de la Garde

### Commandants de la brigade
| Nom                                  | Date                              |
| ------------------------------------ | --------------------------------- |
| Karl von Rheinbaben                  | 30 octobre 1866                   |
| Guillaume de Brandebourg             | 14 janvier 1868                   |
| Walter von Loë                       | 31 janvier 1872                   |
| Adolf von Zedlitz und Leipe (de)     | 13 mai 1879                       |
| Gebhard Friedrich von Krosigk (de)   | 23 mars 1883                      |
| Frédéric de Hohenzollern-Sigmaringen | 12 février 1884                   |
| Albert de Saxe-Altenbourg            | 1er janvier 1889                  |
| Hugo Hans von Kotze                  | 3 novembre 1891                   |
| Walther von Moßner                   | 14 juillet 1895                   |
| Arthur von Klinckowström             | 1er avril 1898                    |
| Max von Mitzlaff                     | 23 mai 1902                       |
| Carl Bartsch von Sigsfeld            | 20 juillet 1904                   |
| Harry von Boddien (de)               | 1er novembre 1907                 |
| Karl-Ulrich von Bülow                | 28 avril 1912                     |
| Fritz von Zedlitz und Leipe (de)     | 2 août 1914                       |
| Adolphe de Schaumbourg-Lippe         | 23 octobre 1916                   |
| Max von Holzing-Berstett (de)        | 16 octobre 1917                   |
| Otto von Brandenstein (de)           | 2 décembre 1917 – 4 novembre 1918 |

### Opérations de combat, escarmouches et batailles

#### 1914 sur le front occidental
- 4 au 13 août - Combats de protection des frontières et de reconnaissance devant le front de l'armée à la frontière belgo-luxembourgeoise
- 14 au 20 août - Reconnaissance violente des positions ennemies près de Dinant
- 23-24 août - Bataille de Namur
- 29-30 août - Bataille de Saint-Quentin (1914)
- 6 au 9 septembre - Bataille du Petit Morin
- 12 au 16 septembre - St. Erme, Juvincourt, La Ville-aux-Bois, Prouvais
- 13 au 22 septembre - Combats sur l'Aisne
- 1er au 13 octobre - bataille d'Arras
- 9 octobre - Forcement du passage du canal de La Bassée à Don
- 11 octobre - Prise d'assaut de La Bassée
- 13 octobre - Prise de Givenchy
- 13 octobre au 8 novembre - Combats de position en Flandre et en Artois
  - 15 au 28 octobre - Bataille de Lille
  - 30 octobre au 8 novembre - Bataille d'Ypres
- 9 au 30 novembre - Bataille de l'Yser
- à partir du 1er décembre - Combats sur l'Yser

#### 1915 sur le front occidental, à partir de juillet sur le front oriental
- jusqu'au 21 avril – Guerre de tranchées sur l'Yser
- 22 avril au 25 mai – Batailles d'Ypres
- 26 mai au 26 juin – Guerre de tranchées sur l'Yser
- 0 2 au 15 juillet – Transport vers le front de l'Est
- 16-18 juillet – Bataille révolutionnaire de Krasnostaw
- 19-28 juillet - Combats après la percée de la bataille de Krasnostaw
- 29 et 30 juillet – Bataille de la percée de Biskupice
- 31 juillet au 19 août - Batailles de poursuite du Wieprz au Boug
- 19 au 28 août - Réserve des groupes d'armées
- 29-30 août – Bataille de Kobryn
- 31 août au 15 septembre – Réserve des groupes d'armées
- 19 au 24 septembre - Combats sur la Haute Shchara-Servech
- 25 septembre au 3 octobre - Guerre de tranchées sur la Haute Shchara-Servech
- à partir du 1er octobre – Guerre de tranchées dans les marais de Pripyt

#### 1916 sur le front de l'Est
- Guerre de tranchées toute l'année dans les marais de Pripyt

#### 1917 sur le front de l'Est
- jusqu'au 1er décembre - Guerre de tranchées dans les marais de Pripyt
- 2 au 17 décembre – Cessez-le-feu
- à partir du 17 décembre – Cessez-le-feu

#### 1918 sur le front de l'Est
- jusqu'au 11 février – Cessez-le-feu
- 11 février au 2 mars - Réserve du Groupe d'armées von Linsingen
- 3 au 15 mars – Occupation du territoire de la Grande Russie
- 12 au 15 mars - Transport à Zossen, réorganisation en division de fusiliers de cavalerie de la Garde